# Esternberg
Esternberg – gmina w Austrii, w kraju związkowym Górna Austria, w powiecie Schärding. Liczy 2871 mieszkańców.
W obręb gminy wchodzą następujące wsie: Achleiten, Aug, Dietzendorf, Esternberg, Gersdorf, Hütt, Kösslarn, Kiesling, Lanzendorf, Pfarrhof, Pyrawang, Reisdorf, Riedlbach, Ringlholz, Schörgeneck, Schacher, Silbering, Unteresternberg, Urschendorf, Weeg, Wetzendorf, Winterhof i Zeilberg.

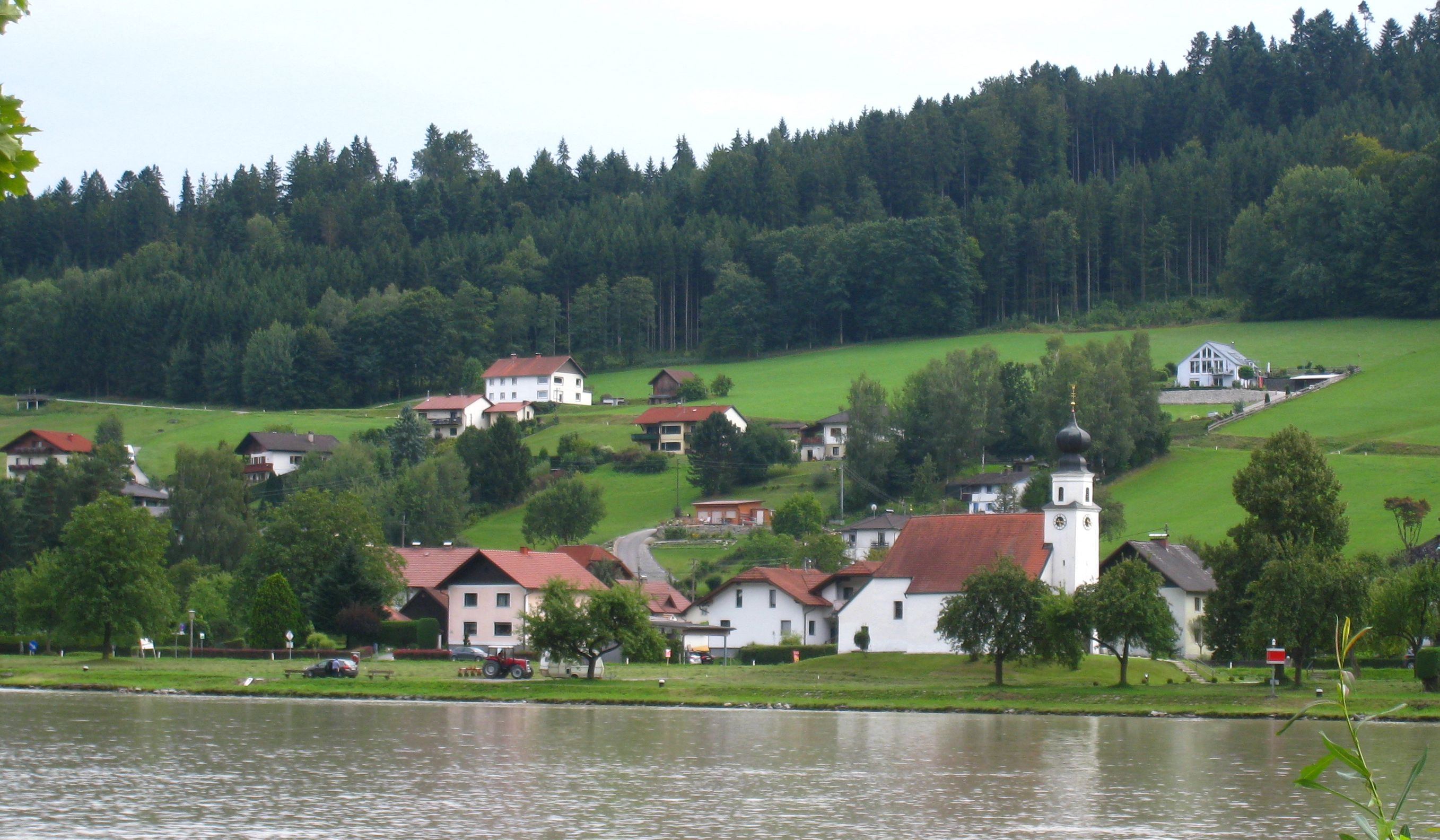
Widok na Pyrawang z północnego brzegu Dunaju

## Współpraca
Miejscowość partnerska:
- Büchlberg, Niemcy